# Jesús Valdés
Jesús Valdés Álvarez (Santiago di Compostela, 10 ottobre 1949) è un ex calciatore spagnolo.

## Carriera
In attività giocava come attaccante. Con il Burgos vinse un campionato di Segunda División. Soprannominato Tito Valdés, è considerato uno dei migliori giocatori della storia del Burgos, oltre che il massimo realizzatore in Primera División con 21 reti.

## Palmarès

### Club

#### Competizioni nazionali
- Segunda División (Spagna): 1

Burgos: 1975-1976